# Saloum (pel·lícula)
Saloum és una pel·lícula de thriller senegalesa del 2021 dirigida pel director congolès Jean Luc Herbulot i produïda per Pamela Diop. La pel·lícula és protagonitzada per Yann Gael, Mentor Ba i Roger Sallah en els papers protagonistes, mentre que Evelyne Ily Juhen, Bruno Henry i Marielle Salmier tenen papers secundaris. La història gira al voltant de les Hienes de Bangui, un trio de mercenaris d'elit que treu de Guinea Bissau un narcotraficant i els seus maons enmig del cop d'estat de 2003.
La pel·lícula es va estrenar internacionalment a la secció Midnight Madness del Festival Internacional de Cinema de Toronto el 30 de setembre de 2021. La pel·lícula va rebre elogis de la crítica i es va projectar a tot el món.
Herbulot va guanyar el premi al millor director a la secció Next Wave del Fantastic Fest, i la pel·lícula va guanyar el Premi del Públic a la pel·lícula més popular del programa Altered States al Festival Internacional de Cinema de Vancouver de 2021.
S'ha subtitulat al català.

## Repartiment
- Yann Gael com a Chaka
- Roger Sallah com a Rafa
- Mentor Ba com a Minuit
- Evelyne Ily Juhen com a Awa
- Bruno Henry com a Omar
- Marielle Salmier com a Sephora
- Babacar Oualy com a Salamane
- Ndiaga Mbow com a Souleymane
- Cannabasse com a Youce
- Renaud Farah com a Felix
- Alvina Karamoko: veu

## Rebuda
Al lloc web de l'agregador de ressenyes Rotten Tomatoes, la pel·lícula té una puntuació d'aprovació del 100 per cent basada en 19 comentaris, amb una valoració mitjana de 7,40 sobre 10.
Richard Kuipers, de Variety, va escriure que "[Saloum] barreja i casa fàcilment els llenguatges cinematogràfics dels spaghetti westerns, els drames de samurais i les pel·lícules clàssiques de monstres per explicar una història emocionant i clarament africana".
Valerie Complex de Deadline Hollywood va elogiar la pel·lícula pels seus "elements de terror sobrenaturals", que, segons ella, també contenen "comèdia i suspens".
Segons Meagan Navarro de Bloody Disgusting, "l'espiritualitat, la moralitat, la mitologia i el misticisme de la pel·lícula s'incorporen a una mescla de thriller de crim descarnat, que culmina amb una mena d'embriaguesa de gèneres refrescant i única".